# Législature d'État de l'Oklahoma

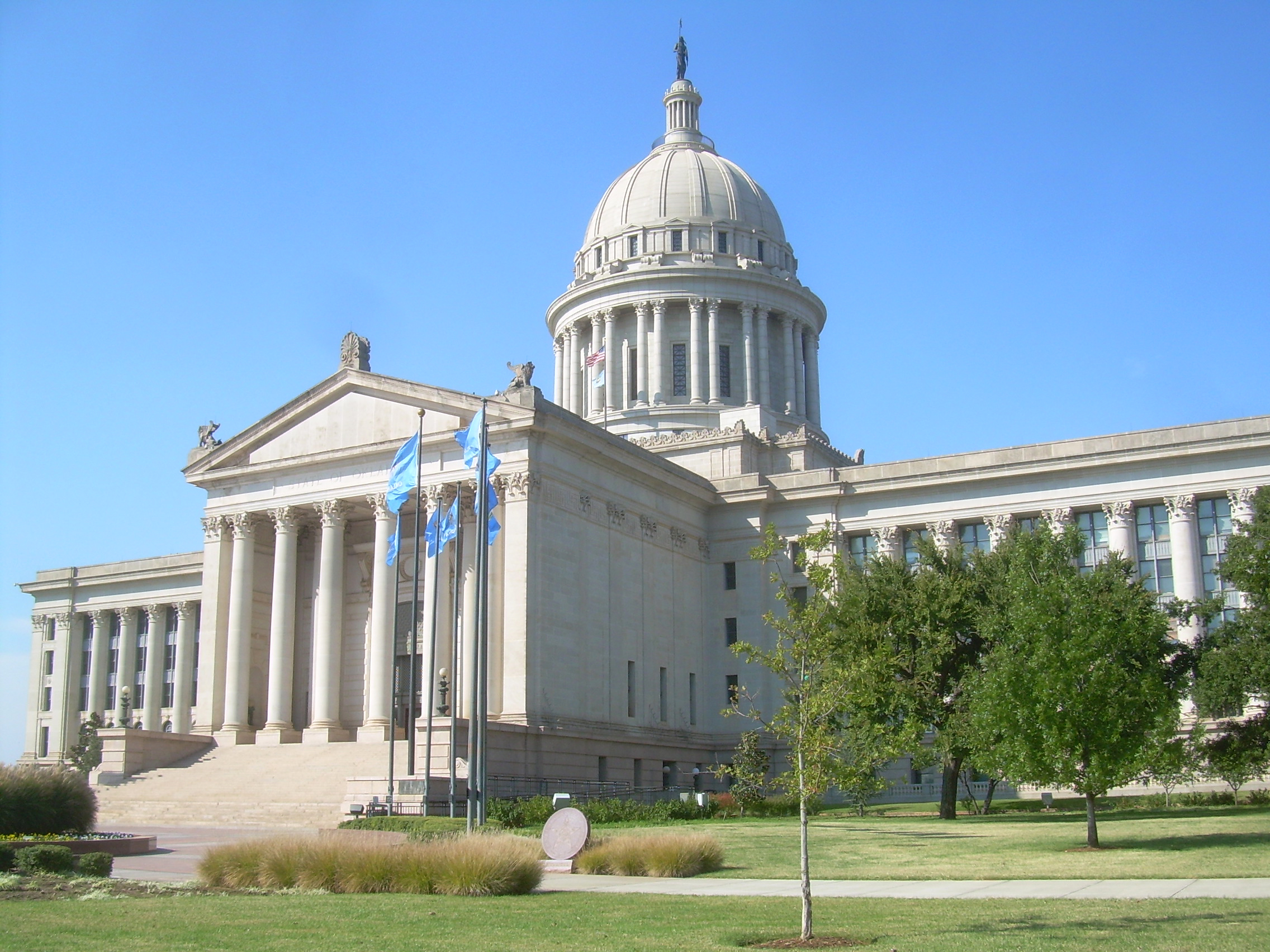
Le Capitole de l'État d'Oklahoma.

La législature d'État de l'Oklahoma (en anglais : Oklahoma Legislature) est l'organe législatif du gouvernement de l'État américain de l'Oklahoma. Parlement bicaméral, l'Assemblée générale est composée de la Chambre des représentants de l'Oklahoma (101 membres) et du Sénat de l'Oklahoma (48 membres). Elle se réunit dans le Capitole de l'État d'Oklahoma à Oklahoma City.
En 2010, les républicains ont remporté une large majorité de 32 sièges au Sénat de l'Oklahoma et de 70 sièges à la Chambre des représentants de l'Oklahoma. Actuellement, les républicains ont une majorité qualifiée dans les deux chambres (72 sur 101 sièges à la Chambre et 40 sur 48 au Sénat).